# Brzuchowice (stacja kolejowa)
Brzuchowice (ukr. Брюховичі, ros. Брюховичи) – stacja kolejowa na Brzuchowicach, we Lwowie, w obwodzie lwowskim, na Ukrainie.
Stacja istniała przed II wojną światową.